# Zatoka prosta

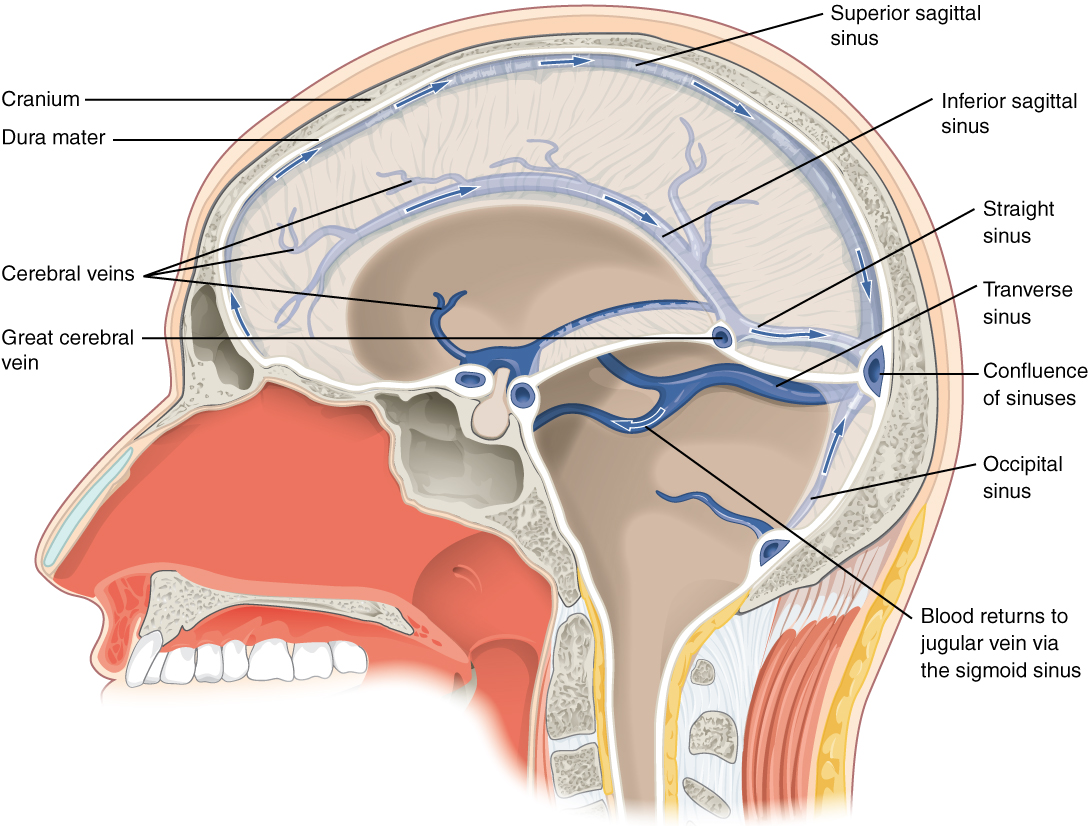
Zatoki opony twardej, widok z boku. Zatoka prosta podpisana Straight sinus.

Zatoka prosta (łac. sinus rectus) – w anatomii człowieka nieparzysta zatoka opony twardej mózgowia, należąca do grupy górnej (tylno-górnej) zatok. Przebiega wzdłuż linii pośrodkowej, w miejscu przyczepu sierpa mózgu do namiotu móżdżku. Od przodu zaczyna się jako połączenie żyły wielkiej mózgu (wpadającej do niej z przodu) i zatoki strzałkowej dolnej (od góry). Kończy się przy guzowatości potylicznej wewnętrznej, gdzie łączy się z zatoką strzałkową górną i wpada do spływu zatok. Jej dopływami są żyły górne móżdżku, żyły mózgu tylne i żyły sierpa mózgu.